# Miss Dundee et ses chiens savants
Miss Dundee et ses chiens savants je francouzský němý film z roku 1902. Režisérkou je Alice Guy (1873–1968). Film trvá zhruba tři minuty.

## Děj
Film zachycuje slečnu Dundee, jak v pařížském music-hallu řídí akrobatické vystoupení se svými dobře vycvičenými psy.